# Carpinus paohsingensis
Carpinus paohsingensis är en björkväxtart som beskrevs av W.Y.Hsia. Carpinus paohsingensis ingår i släktet avenbokar, och familjen björkväxter. Inga underarter finns listade.